# Waterpolo op de Olympische Zomerspelen 2016
Waterpolo was een van de vier disciplines binnen de olympische sport zwemmen die beoefend werd tijdens de Olympische Zomerspelen 2016 in Rio de Janeiro, Brazilië.
De wedstrijden vonden van 6 tot en met 20 augustus plaats in het Parque Aquático Maria Lenk en het Estádio Aquático Olímpico.

## Onderdelen
- Mannen (12 teams namen deel)
- Vrouwen (8 teams namen deel)

## Kwalificatie
Het gastland Brazilië was automatisch voor beide toernooien geplaatst.  De overige landen kwalificeerden zich via diverse toernooien.

### Mannen
| Kwalificatie                   | Datum                     | Locatie   | aantal | Gekwalificeerd   |
| ------------------------------ | ------------------------- | --------- | ------ | ---------------- |
| Gastland                       |                           |           | 1      | Brazilië         |
| FINA World League 2015         | 23 juni –28 juni 2015     | Italië    | 1      | Servië           |
| Pan-Amerikaanse Spelen 2015    | 7-15 juli 2015            | Canada    | 1      | Verenigde Staten |
| WK 2015                        | 27 juli – 8 augustus 2015 | Rusland   | 2      | Kroatië          |
| WK 2015                        | 27 juli – 8 augustus 2015 | Rusland   | 2      | Griekenland      |
| Oceanië                        | 19 oktober 2015           | Australië | 1      | Australië        |
| Aziatisch kwalificatietoernooi | 16–20 december 2015       | China     | 1      | Japan            |
| EK waterpolo 2016              | 10–23 januari 2016        | Servië    | 1      | Montenegro       |
| OKT                            | 3–10 april 2016           | Italië    | 4      | Hongarije        |
| OKT                            | 3–10 april 2016           | Italië    | 4      | Italië           |
| OKT                            | 3–10 april 2016           | Italië    | 4      | Spanje           |
| OKT                            | 3–10 april 2016           | Italië    | 4      | Frankrijk        |
| Totaal                         |                           |           | 12     |                  |

## Medailles
| Onderdeel | Goud             | Zilver  | Brons   |
| --------- | ---------------- | ------- | ------- |
| Mannen    | Servië           | Kroatië | Italië  |
| Vrouwen   | Verenigde Staten | Italië  | Rusland |

### Medaillespiegel
| Plaats | Land             | NOC    | Goud | Zilver | Brons | Totaal |
| ------ | ---------------- | ------ | ---- | ------ | ----- | ------ |
| 1      | Servië           | SRB    | 1    | 0      | 0     | 1      |
| 1      | Verenigde Staten | USA    | 1    | 0      | 0     | 1      |
| 3      | Italië           | ITA    | 0    | 1      | 1     | 2      |
| 4      | Kroatië          | CRO    | 0    | 1      | 0     | 1      |
| 5      | Rusland          | RUS    | 0    | 0      | 1     | 1      |
| Totaal | Totaal           | Totaal | 2    | 2      | 2     | 6      |

Parijs 1900 · 
St. Louis 1904 · 
Londen 1908 · 
Stockholm 1912 · 
Antwerpen 1920 · 
Parijs 1924 · 
Amsterdam 1928 · 
Los Angeles 1932 · 
Berlijn 1936 · 
Londen 1948 · 
Helsinki 1952 · 
Melbourne 1956 · 
Rome 1960 · 
Tokio 1964 · 
Mexico-stad 1968 · 
München 1972 · 
Montréal 1976 · 
Moskou 1980 · 
Los Angeles 1984 · 
Seoel 1988 · 
Barcelona 1992 · 
Atlanta 1996 · 
Sydney 2000 · 
Athene 2004 · 
Peking 2008 · 
Londen 2012 · 
Rio de Janeiro 2016 · 
Tokio 2020 · 
Parijs 2024 · 
Los Angeles 2028
Medaillewinnaars
Atletiek · Badminton · Basketbal · Boksen · Boogschieten · Gewichtheffen · Golf · Gymnastiek · Handbal · Hockey · Judo · Kanovaren · Moderne vijfkamp · Paardensport · Roeien · Rugby · Schermen · Schietsport · Schoonspringen · Synchroonzwemmen · Taekwondo · Tafeltennis · Tennis · Triatlon · Voetbal · Volleybal · Waterpolo · Wielersport · Worstelen · Zeilen · Zwemmen